# Рыбное (Рыбинский район)
Рыбное — село в Рыбинском районе Красноярского края России, административный центр Рыбинского сельсовета. Расположено в лесостепной зоне Канско-Рыбинской котловины по берегам реки Рыбной, в 24 км к югу от райцентра Рыбинского района — города Заозерного.

## История
Датой образования села Рыбинского считается 1734 год. Участники Великой Северной экспедиции — геодезисты Плаутин и Баскаков — наметили на карте будущего Московского тракта пять ямщицких станций. Среди них было и Рыбинское селение. Первые годы станции заселялись служилыми людьми, в обязанности которых входило строительство и охрана поселений. Затем в Рыбинское стали привозить ссыльных крепостных крестьян из Киевской, Черниговской, Полтавской, Харьковской, Орловской и Тамбовской губерний. Благодаря удобному географическому положению, Рыбинское быстро разрасталось и в XIX в. стало центром Рыбинской волости Канского уезда Енисейской губернии, в которую вошли пять сел и 24 деревни.
В Рыбинском, которое было местом политической ссылки и пересыльным пунктом, побывало много известных людей. Так, в 1791 г. в селе останавливался направлявшийся в Илимскую ссылку Александр Радищев. В 1831 г. в Рыбинском некоторое время жил крестьянин-бунтарь Устим Кармелюк, в итоге сбежавший из ссылки. Был в Рыбинской пересылке в 1850 г. революционер-социалист Михаил Буташевич-Петрашевский, а в 1865 г. — революционер-демократ Николай Серно-Соловьевич. С 1911 по 1917 г. ссылку в Рыбинском отбывал большевик Илья Белопольский, а с января по июнь 1914 г. — Елена Стасова. Через село следовали не только ссыльные, но и путешественники, ученые и писатели, среди них — Николай Пржевальский, Владимир Обручев, Антон Чехов и цесаревич Николай Романов.
Рыбинский Петрово-Павловский приход был открыт ранее 1796 г., церквей в приходе было две. Одна каменная, построена в 1798 г., с двумя престолами — во имя святых Апостолов Петра и Павла и во имя Святителя и Чудотворца Николая, вторая — деревянная. В селе проживали представители 15 национальностей, поэтому, помимо христианской церкви, в Рыбном вскоре открылись татарская мечеть и еврейская синагога.
11 апреля 1898 г. в Рыбинском открылась бесплатная библиотека-читальня — на её создание жители собрали 59 рублей. В 1911 г. была открыта сельскохозяйственная школа, на базе которой в 1932 г. был создан Рыбинский сельскохозяйственный техникум. Для обучения детей зажиточных крестьян и купцов в 1914 г. были открыты четырёхклассное высшее начальное училище, женская гимназия и женская церковно-приходская школа на 70 девочек. Помимо этого, в селе были больница, почта, телеграф, сберкасса, товарищество по электрификации, вольно-пожарное общество и добровольная пожарная дружина. В селе действовали кожевенный и кирпичный заводы, водяные мельницы, кустарные мастерские.
В 1922 г. из села Рыбного в Троицко-Заозерное были переведены все районные организации: больница, почтово-телеграфное отделение, сберкасса, товарищество по электрификации. Вскоре был образован Рыбинский район с центром в селе Рыбном, однако в 1926 г. районный центр был переведен в село Троицко-Заозерное (впоследствии город Заозерный).
В 1928 г. в селе было образовано четыре товарищества по обработке земли, три из которых объединились в колхоз. Тогда же было принято решение о закрытии местной церкви и прекращении проведения церковной службы. В 1930-е годы в храме был устроен сельский клуб, затем — зернохранилище. В 1935 г. в селе была организована МТС, имелось около полусотни тракторов и несколько комбайнов.
В годы Великой Отечественной войны на фронт ушли 575 жителей села, 214 из них домой не вернулись. Двое жителей Рыбного — летчики Григорий Черкашин и Георгий Кузьмин — получили звание Героя Советского Союза. Медалями «За доблестный труд в годы Великой Отечественной войны 1941—1945 гг.» награждены 76 жителей села. В 1943 г. в селе Рыбинском открыли инвалидный дом.
В послевоенное время в селе работал колхоз «Реконструкция», открылись птицефабрика и молочный комплекс на 1200 коров. В Рыбинском запустили нефтеперерабатывающую станцию, начали строить многоквартирные жилые дома, открыли Дом культуры.

## Население
| 2010 |
| ---- |
| 1352 |

Гендерный состав
По данным Всероссийской переписи населения 2010 года в гендерной структуре населения мужчины составляли 47 %, женщины — 53 %.
Национальный состав
Согласно результатам переписи 2002 года, в национальной структуре населения русские составляли 94 %.

## Инфраструктура
В настоящее время[когда?]

 в селе работают два детских сада, средняя общеобразовательная школа, сельский Дом культуры, Музей истории Рыбинского района, библиотека, амбулатория и аптека. Из производственных предприятий действуют Рыбинская нефтеперекачивающая станция и филиал Рыбинского коммунального комплекса.